# Maria Moskal
Maria Felicja Moskal (ur. 2 lipca 1950 w Więckowicach) – polska zootechnik i polityk, posłanka na Sejm PRL IX kadencji.

## Życiorys
Ukończyła Liceum Ogólnokształcące w Gorzowie i Państwowa Szkołę Techniczną Hodowli oraz Wylęgu Drobiu w Rawie Mazowieckiej. Od 1970 pracowała w Opolskich Zakładach Drobiowych, potem była instruktorką ds. hodowli drobiu w Wojewódzkim Związku Rolniczych Spółdzielni Produkcyjnych w Opolu, a następnie zootechnikiem w Rolniczej Spółdzielni Produkcyjnej w Chrząstowicach. W 1978 wstąpiła do Zjednoczonego Stronnictwa Ludowego, gdzie była prezesem Gminnego Komitetu. Była wiceprzewodniczącą Gminnej Rady Narodowej w Chrząstowicach, a w latach 1985–1989 pełniła mandat posłanki na Sejm PRL IX kadencji w okręgu Opole. Zasiadała w Komisji Rynku Wewnętrznego i Usług, Komisji Nadzwyczajnej do rozpatrzenia projektu ustawy o zasadach udziału młodzieży w życiu państwowym, społecznym, gospodarczym i kulturalnym, Komisji Nadzwyczajnej do kontroli wdrażania programu realizacyjnego drugiego etapu reformy gospodarczej oraz w Komisji Nadzwyczajnej do rozpatrzenia projektu ustawy o mieniu komunalnym. Uczestniczyła w obradach Okrągłego Stołu w podzespole do spraw stowarzyszeń i samorządu terytorialnego.